# Ruslan Litvinov
Ruslan Litvinov (Vorónezh, 18 de agosto de 2001) es un futbolista ruso que juega en la demarcación de defensa para el FC Spartak Moscú de la Liga Premier de Rusia.

## Selección nacional
Tras jugar en las categorías inferiores de la selección, finalmente el 20 de noviembre de 2022 hizo su debut con la selección de Rusia en un partido amistoso contra Uzbekistán que finalizó con un resultado de empate a cero.

## Clubes
| Club               | País  | Año       | Partidos | Goles |
| ------------------ | ----- | --------- | -------- | ----- |
| FC Spartak-2 Moscú | Rusia | 2019-2021 | 35       | 3     |
| FC Spartak Moscú   | Rusia | 2020-     | 130      | 5     |

## Palmarés

### Títulos nacionales
| Título        | Club                   | País  | Año  |
| ------------- | ---------------------- | ----- | ---- |
| Copa de Rusia | F. C. Spartak de Moscú | Rusia | 2022 |